# Pina (filme)
Pina é um documentário alemão em 3D, lançado em 2011 e dirigido por Wim Wenders, sobre a obra da bailarina e coreógrafa alemã Pina Bausch. O filme foi indicado ao Oscar de melhor documentário em 2012.